# Guilherminismo

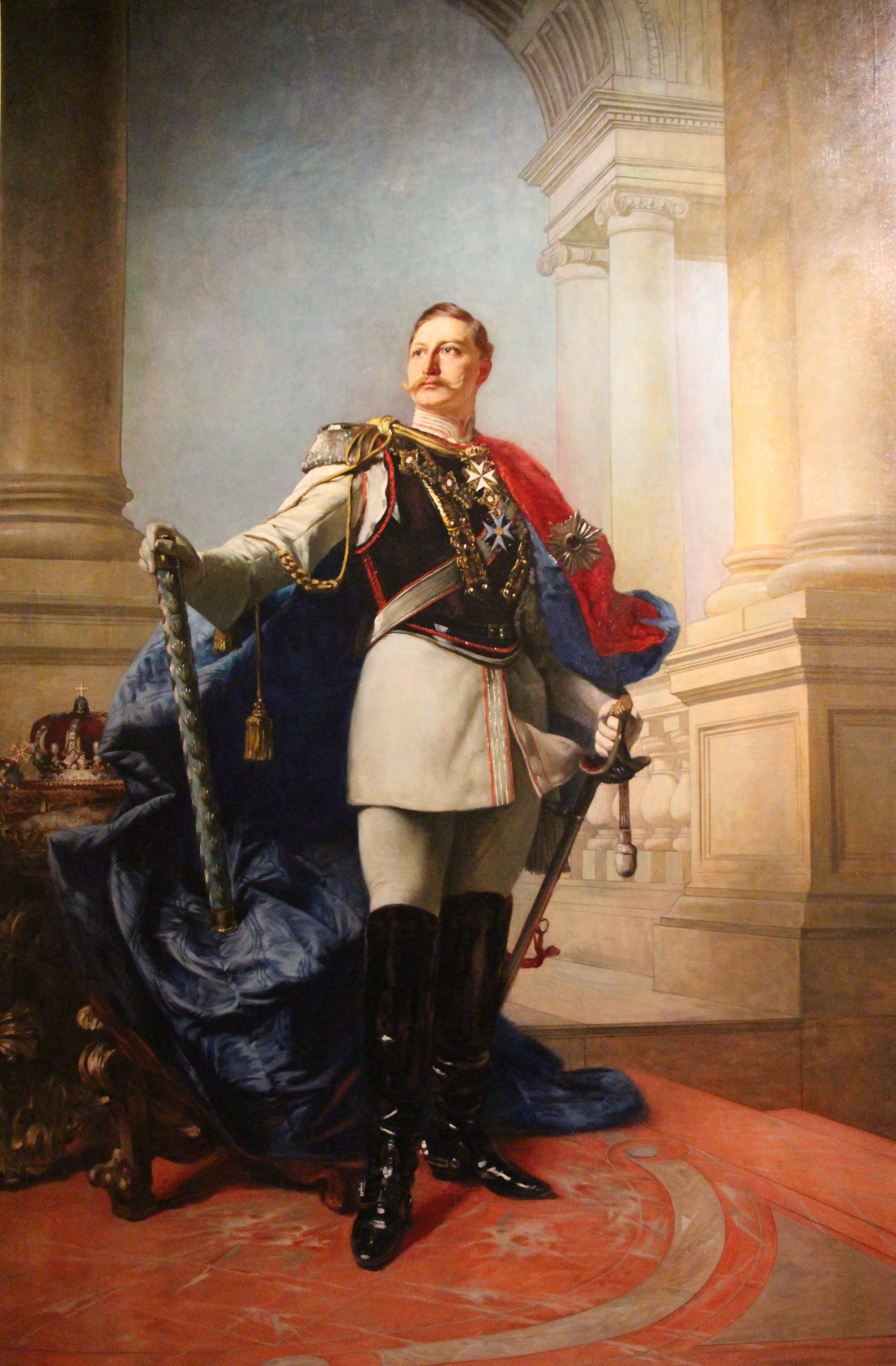
Kaiser Guilherme II da Alemanha (pintura de Max Koner)

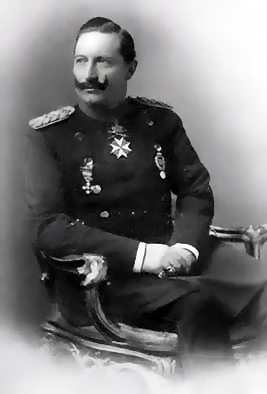
O Kaiser Guilherme II da Alemanha.

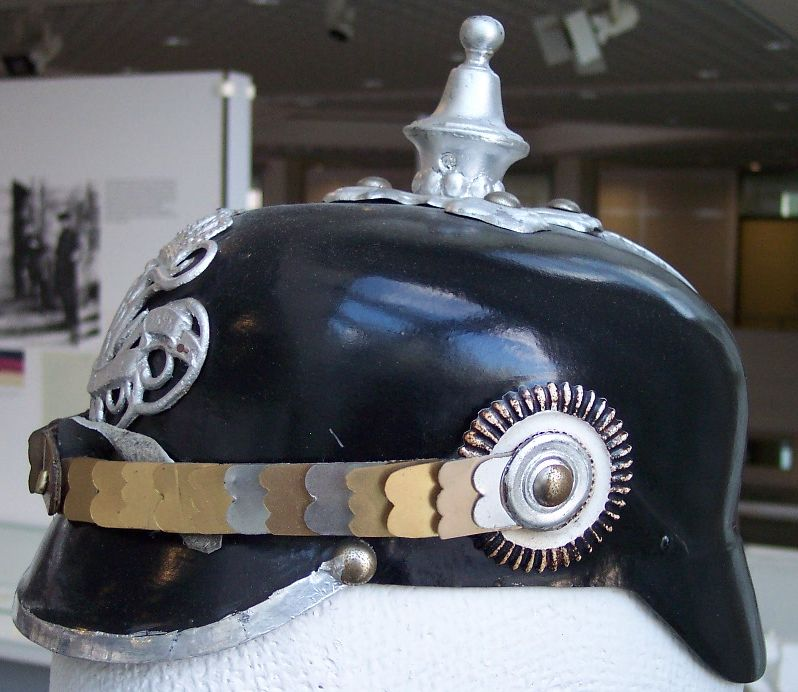
Um Pickelhaube da policía prussiana.

O período dito guilhermino ou do guilherminismo (em alemão:  Wilhelminismus) compreende o período entre 1890 e 1918, que abrange o reinado de Guilherme II da Alemanha, começando com a sua ruptura com Otto von Bismarck e terminando com a Primeira Guerra Mundial. Por guilherminismo não se entende uma conceção da sociedade associada ao nome de Guilherme e atribuível a uma iniciativa intelectual do imperador alemão. Em vez disso, refere-se à imagem apresentada por Guilherme II e à sua conduta, que se manifesta pela apresentação pública de desfiles militares grandiosos e pelo auto-engrandecimento, sendo que esta última tendência não foi desconhecida por seu avô Guilherme I e Otto von Bismarck durante o período em que o seu pai Frederico III era o príncipe herdeiro. A aplicação de medidas contra ideias socialistas continuou. A sua política, baseada em suas ambições imperiais e direcionada para a criação de uma forte Alemanha como potência mundial, atingiu um curto ponto no início da Primeira Guerra Mundial, após a aquisição de algumas possessões coloniais nos mares do sul e no continente africano.
O capacete pontiagudo, o chamado Pickelhaube, embora existisse anteriormente, e não somente no Império alemão, constituiu um símbolo distintivo para este período e para o exército imperial e militar alemão.
O fascínio de Guilherme II com a Marinha Imperial Alemã e a sua ambição de a ver como um instrumento para a projeção do poder mundial, acabou por se refletir na vida diária alemã. Até meados do século XX, as crianças eram vestidas com roupa de marinheiros e ficavam assim impressionadas, em idade precoce, com a aura da Marinha e seu prestígio.
Em princípio, o despedimento de Otto von Bismarck como chanceler da Alemanha no ano de 1890 marcou o início deste tempo. O fim do Guilherminismo está associado ao fim da Primeira Guerra Mundial em 1918 e à sua abdicação.
O termo Guilherminismo também caracteriza o clima social e cultural do reinado de Guilherme II que encontrou a sua expressão nas atitudes rigidamente conservadoras. Este período também se distinguiu por uma extraordinária crença no progresso que, ao mesmo tempo, contribuiu para a enorme prosperidade do Império Alemão, em desacordo com o conservadorismo social.
O termo aplica-se igualmente aos estilos que prevalecem nas artes visuais e na arquitetura do tempo. É usado para descrever, entre outras coisas, uma essência neobarroca, um estilo extremamente prestigiado e calculado para expressar a demanda do Estado alemão e o seu poder imperial. Este estilo foi exemplificado em particular pela grande Siegesallee, satirizada pelos berlinenses como a Puppenallee ("rua das bonecas"), e foi dado um caráter oficial ao nome dado por Guilherme, Rinnsteinrede ("discurso canalizado") em que que ele considerou a arte modernista como degenerada na abertura do bulevar extravagante em 18 de dezembro de 1901.